# Hoàng Hà (diễn viên)
Hoàng Hà (sinh ngày 11 tháng 12 năm 1996) là một nữ diễn viên người Việt Nam. Cô bắt đầu được biết đến khi vào vai Dao Ánh cho phim điện ảnh Em và Trịnh.

## Tiểu sử
Hoàng Hà bắt đầu sự nghiệp nghệ thuật từ năm 2015 với vai trò diễn viên lồng tiếng. Hiện nay, cô đang là diễn viên và đã từng tham gia nhiều bộ phim như Em và Trịnh, Chúng ta của 8 năm sau, Kẻ ăn hồn.

## Danh sách phim đã tham gia

### Điện ảnh
| Năm  | Tác phẩm           | Vai diễn | Cùng với                                                             | Nguồn |
| ---- | ------------------ | -------- | -------------------------------------------------------------------- | ----- |
| 2022 | Em và Trịnh        | Dao Ánh  | Avin Lu, Bùi Lan Hương, Trần Lực, Phạm Quỳnh Anh,...                 | [ 2 ] |
| 2023 | Kẻ ăn hồn          | Cô Phong | Võ Điền Gia Huy, Huỳnh Thanh Trực, Chiều Xuân, Lan Phương,...        | [ 3 ] |
| 2025 | Điều ước cuối cùng | Bảo Thy  | Avin Lu, Quỳnh Lý, Tiến Luật, Đinh Y Nhung, Quốc Cường, Kiều Anh,... | [ 4 ] |
| 2025 | Dreams of you      | Thảo     | Lee Kwang-soo, Lâm Thanh Mỹ, Duy Khánh, Cù Thị Trà,...               | [ 5 ] |

### Truyền hình
| Năm  | Tác phẩm                        | Vai diễn  | Cùng với                                                           | Nguồn |
| ---- | ------------------------------- | --------- | ------------------------------------------------------------------ | ----- |
| 2023 | Chúng ta của 8 năm sau (phần 1) | Mai Dương | Trần Quốc Anh, Nguyễn Hoàng Ngọc Huyền, Trần Nghĩa, Lý Chí Huy,... | [ 6 ] |
| 2025 | Đồng hồ đếm ngược               | Linh Chi  | Thanh Sơn                                                          |       |

## Chương trình tham gia
- Nhanh như chớp (mùa 4) – HTV7

## Giải thưởng
| Năm  | Giải thưởng                    | Hạng mục                                              | Đề cử    | Kết quả   | Nguồn  |
| ---- | ------------------------------ | ----------------------------------------------------- | -------- | --------- | ------ |
| 2022 | Giải thưởng Ngôi Sao Xanh 2022 | Nữ diễn viên phụ xuất sắc nhất                        | Bản thân | Đoạt giải | [ 7 ]  |
| 2022 | Giải Mai Vàng 2022             | Nữ diễn viên điện ảnh – truyền hình                   | Bản thân | Đề cử     | [ 8 ]  |
| 2023 | WeChoice Awards 2023           | Rising Artist                                         | Bản thân | Đề cử     | [ 9 ]  |
| 2024 | Giải Cánh diều 2024            | Nữ diễn viên chính xuất sắc hạng mục phim truyền hình | Bản thân | Đề cử     | [ 10 ] |
| 2024 | Ấn tượng VTV                   | Diễn viên nữ ấn tượng                                 | Bản thân | Đề cử     | [ 11 ] |